# Immanuel Gottlieb Elwert

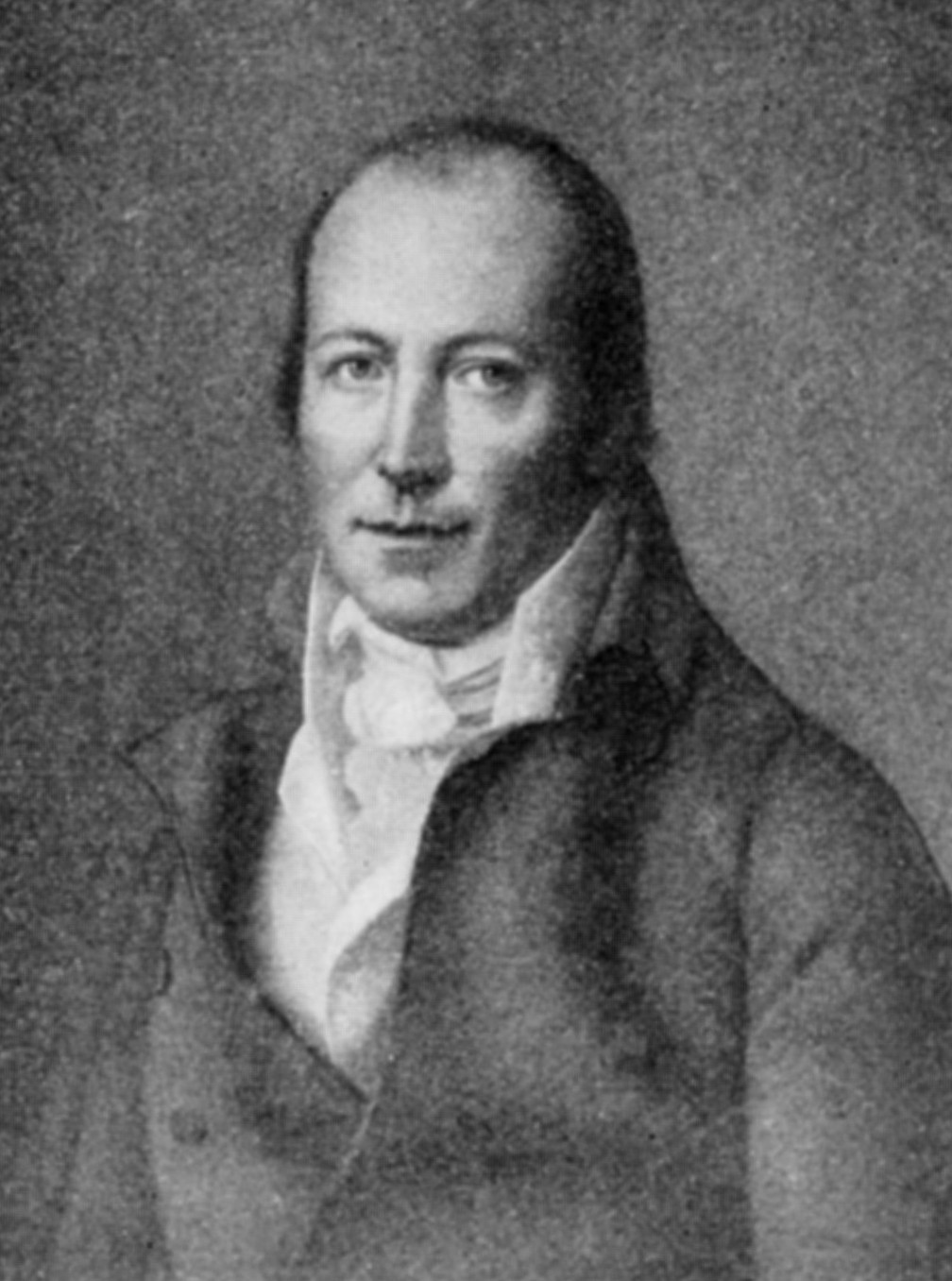
Immanuel Elwert

Immanuel Gottlieb Elwert (* 6. März 1759 in Cannstatt; † 27. November 1811 ebenda) war ein Cannstatter Arzt und Freund Friedrich Schillers.

## Leben
Elwert war der Sohn von Johann Friedrich Elwert, der Stadt- und Amtsphysikus von Cannstatt war, und von dessen Frau Rosine Charlotte, geb. Jenisch. Der Vater wurde bald nach Immanuel Gottlieb Geburt Leibarzt bei der Fußgarde des Herzogs Carl Eugen in Ludwigsburg. Elwert besuchte die Schule in Ludwigsburg zusammen mit Friedrich Schiller, wechselte jedoch später an das Gymnasium in Stuttgart. Ab 1774 besuchte Elwert die Hohe Karlsschule in Stuttgart, wo Schiller wieder sein Mitschüler wurde. Elwert wurde 1779 in Tübingen im Fach Medizin promoviert und setzte seine Studien anschließend noch an der Universität Straßburg fort. Anschließend arbeitete er bis an sein Lebensende als Arzt – Stadt- und Amtsphysikus – in Bad Cannstatt.
Elwert war seit 1792 Ehrenmitglied der Gesellschaft Schweizerischer Ärzte und Wundärzte und gehörte seit 1804 der Vaterländischen Gesellschaft der Ärzte und Naturforscher Schwabens an.
Seine wissenschaftlichen Veröffentlichungen bewegten sich im Grenzgebiet von Psychologie und Medizin.
Elwert war dreimal verheiratet und hinterließ vier Kinder, darunter den Professor der Theologie in Zürich und Tübingen, Eduard Elwert.

## Schriften
- Dissertatio Medico-Diætica De Vitæ Ratione Hominis Naturæ Convenientissima Generalia Quædam Exhibens. Cotta, Stuttgart 1779.
- De vitae ratione hominis naturae convenientissima generalia quaedam exhibens ... Cotta, Stuttgart 1779.
- Beantwortung des in dem fünften Stük des deutschen Musäum vom Monat Mai 1781, S. 431–445, befindlichen Aufsazes: über di Militärakademie in Stuttgard; Aus dem Tagebuch eines Reisenden; An dem Verfasser desselben gerichtet. o. O. 1781.
- Hrsg.: Einige Fälle aus der gerichtlichen Arzneikunde. Heerbrandt, Tübingen 1792 (Digitalisat).
- Ueber den Selbstmord in Bezug auf gerichtliche Arzeneykunde. Heerbrandt, Tübingen 1794 (Digitalisat).
- Einige medicinische Aktenstücke, Personen, die vo muthmaßlich wütenden Hunden gebissen worden, betreffend. In: Museum der Heilkunde. Bd. 3 (1795), S. 59–88 (Digitalisat).
- Die Unzulässigkeit ärztlicher Entscheidungen über vorhandenes männliches Unvermögen. Heerbrandt, Tübingen 1808.
- Über ärztliche Untersuchung des Gemüths-Zustandes. Heerbrandt, Tübingen 1810.